# Атомний радіус

Зображення атома гелію, де густина ймовірності перебування електрона представлена сірим кольором

А́томний ра́діус — величина, що визначається розмірами електронної оболонки атома і дорівнює середній відстані між ядром атома та найвіддаленішою орбітальною електронною оболонкою атома. Атомний радіус вимірюється в пікометрах або ангстремах.
- 1. Половина віддалі, на якій знаходяться сусідні атоми в структурі простої речовини. Величина залежить від алотропної видозміни елемента.
- 2. Половинна відстань між ядрами атомів одного й того ж елемента, коли атоми зв'язані одинарним ковалентним зв'язком або знаходяться в кристалі металу.

В молекулах і кристалах атоми мають певний ефективний атомний радіус, який залежить від типу хімічного зв'язку. Для позначення такого атомного радіуса використовують поняття ковалентний радіус, який дорівнює половині відстані між ядрами двох суміжних атомів (які є ковалентно пов'язаними або сусідять в кристалічній ґратці) простих речовин.
Для відносних величин атомних радіусів існує їхня залежність від номера хімічного елементу в періодичній таблиці:
- В періодах орбітальні атомні радіуси відповідно до збільшення заряду ядра Z монотонно зменшуються через зростання сили взаємодії зовнішніх електронів з ядром.
- В групах радіуси в основному збільшуються через збільшення кількості електронних оболонок.